# 小殼螺總科
小殼螺總科（學名：Testacelloidea）是一個包括了會呼吸空气的陆生蜗牛和蛞蝓、陆生腹足类软体动物的一个總科，屬於柄眼目，舊屬曲尿道亞目，後來屬於旋蝸牛亞目之下的下目地位未定成員。

## 分類
小殼螺總科只下現時只包括下列一個科： 
- 小殼螺科 Testacellidae Gray, 1840：亦作小殼蛞蝓科。

该分类法基于Nordsieck於1986年发表的研究和Schileyko於2000年发表的论文。
以下科以前是本總科成員，但從2017年的分類修訂之後獨立出來成為橡子螺總科（Oleacinoidea H. Adams & A. Adams, 1855）：
- 橡子螺科（ H. Adams & A. Adams, 1855）
- 旋轴螺科（HB Baker, 1939）